# Charentay
Charentay – miejscowość i gmina we Francji, w regionie Owernia-Rodan-Alpy, w departamencie Rodan.
Według danych na rok 1990 gminę zamieszkiwało 869 osób, a gęstość zaludnienia wynosiła 63 os./km² (wśród 2880 gmin regionu Rodan-Alpy Charentay plasuje się na 857. miejscu pod względem liczby ludności, natomiast pod względem powierzchni na miejscu 856.).